# Geoglifos de Chiza

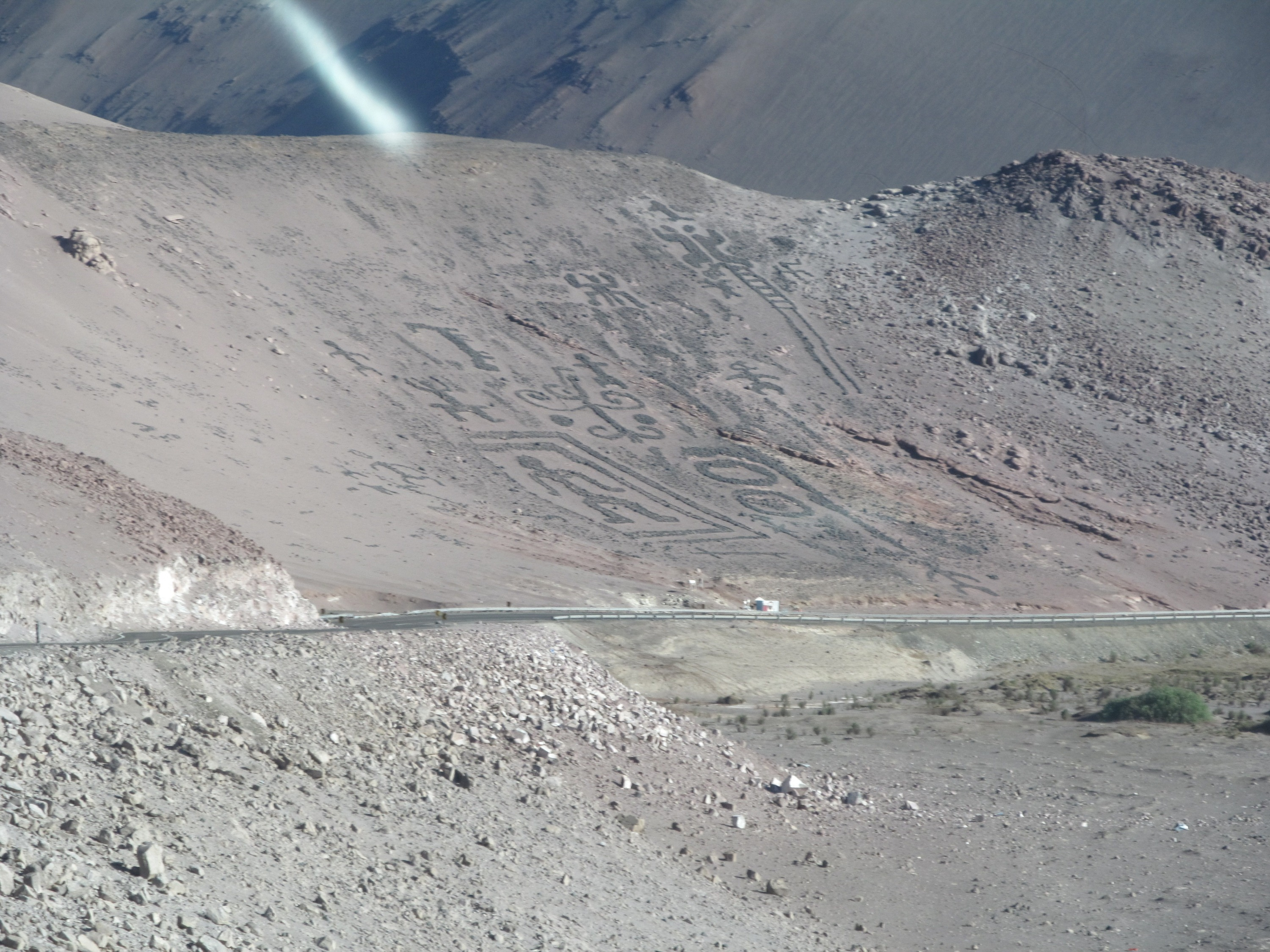
Geoglifos de Chiza.

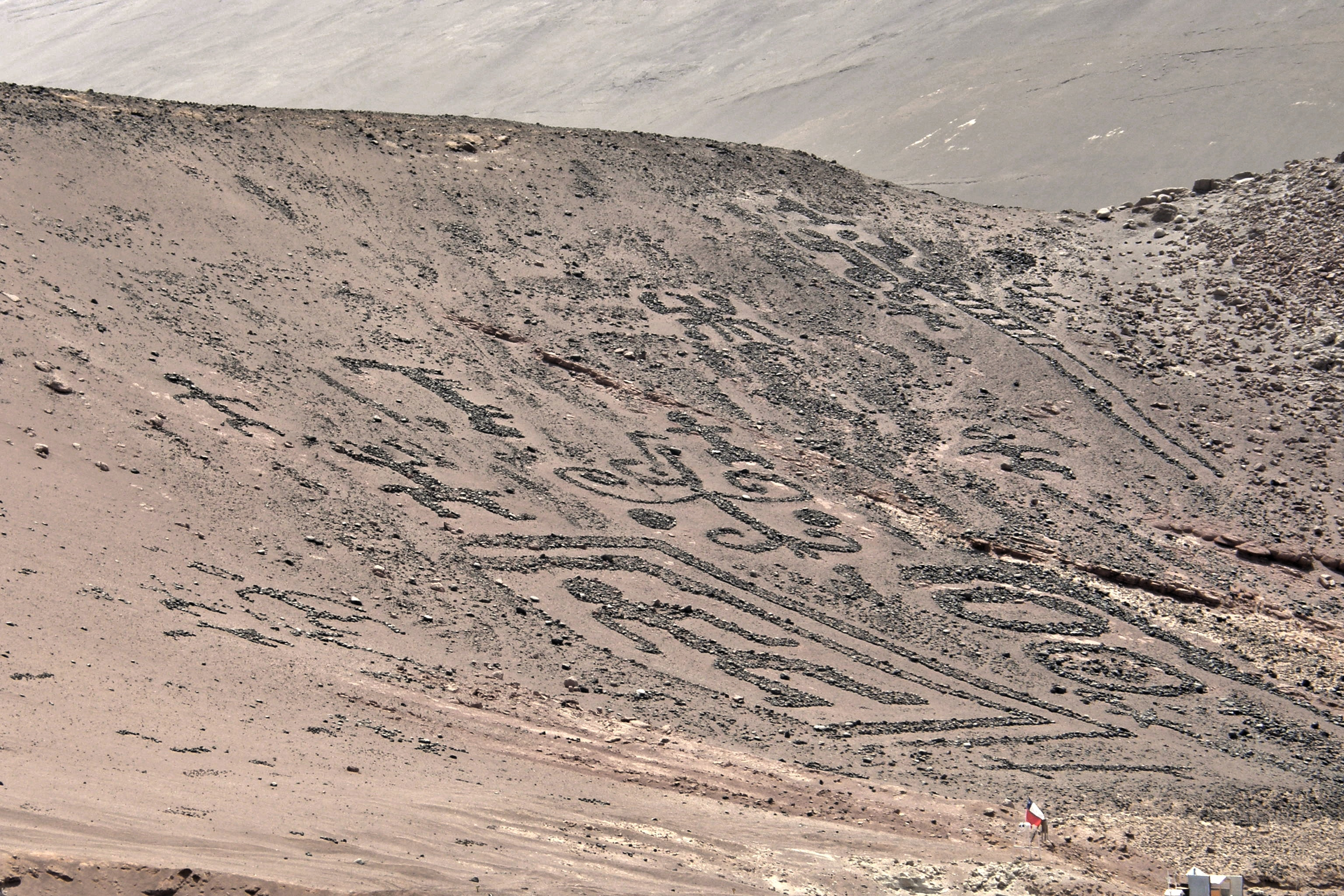
Geoglifos de Chiza.

Los Geoglifos de Chiza, también conocidos como geoglifos de la confluencia Chiza-Suca,  son un conjunto de geoglifos prehispánicos situados en la confluencia de la quebradas de Chiza y Suca, en la Región de Tarapacá, Chile. Representan figuras antropomorfas, geométricas y zoomorfas. Su ubicación sugiere que formaban parte de la red de rutas caravaneras prehispánicas que conectaban el altiplano andino con la costa del océano Pacífico.   

## Descripción
Los geoglifos se encuentran en el desierto de Atacama, a orillas de la ruta 5  (km 1947), a 123 km al sur de Arica y 107 km al norte de Huara.
El panel principal está formando por figuras antropomorfas inscritas en un rectángulo de doble línea, un diseño similar al observado en los geoglifos de Cerro Mono y Alto Ariquilda Norte. También se identifican representaciones geométricas, como círculos y cruces, además de figuras zoomorfas, entre las que destacan camélidos y otros cuadrúpedos. En la ladera opuesta al panel principal, se encuentra un diseño que representa una chacra.
Estos geoglifos se vinculan con un importante cruce de rutas caravaneras que conectaban diversos sitios estratégicos. Hacia el norte, los caminos conducían a los sectores de Conanoxa y Taltape, en la quebrada de Camarones; hacia el sur, a Corza, en la quebrada de Camiña, y a Tiliviche; hacia el este, a Liga y Suca, en la quebrada de Suca; y hacia el oeste, a la desembocadura de la quebrada de Camarones. Además, se ha sugerido que los geoglifos podrían indicar la presencia de una aguada, lo que refuerza la hipótesis de que este sector funcionaba como un punto de descanso y abastecimiento de agua y forraje para las caravanas.
Los geoglifos fueron elaborados mediante la técnica de adición, que consistente en acumular piedras de tonalidades oscuras sobre la superficie del terreno para generar contraste con el fondo más claro característico de los cerros y pampas del desierto.